# ولتینی
ولتینی (به لاتین: Veletiny) یک ناحیه در جمهوری چک است که در Uherské Hradiště District واقع شده‌است.

## خصوصیات
ولتینی ۶٫۲۵ کیلومترمربع مساحت و ۵۵۵ نفر جمعیت دارد و ۱۹۹ متر بالاتر از سطح دریا واقع شده‌است.